# اسکات دیکسون
اسکات دیکسون (انگلیسی: Scott Dixon؛ زادهٔ ۲۲ ژوئیهٔ ۱۹۸۰) راننده خودروی مسابقه‌ای اهل نیوزیلند است که در مسابقات ایندیکار رانندگی می‌کند.
‌
دیکسون شش بار قهرمان ایندی‌کار در 2003، 2008، 2013، 2015، 2018 و 2020 شده است او همچنین در سال 2008 موفق کسب برد در  نود و دومین مسابقه ایندیاناپولیس 500 شد.
دیکسون با 53 برد، دومین بیشترین پیروزی در تاریخ مسابقات اتومبیلرانی چرخ باز آمریکاست.
همه بردهای دیکسون به جز یک مورد در سری مسابقات ایندیکار (Indycar) اتفاق افتاد که او را به پرافتخار ترین راننده تاریخ این سری مسابقات تبدیل کرد.
او همچنین سه بار برنده کلی و یک بار برنده کلاس در مسابقه ۲۴ ساعته دیتونا شده است.
در کنار عناوین شش سری خود، دیکسون حداقل یک مسابقه را برای هجده فصل متوالی بین 2005 تا 2022 برنده شده و اکنون رکورد برنده شدن یک مسابقه در 20 فصل را دارد.
از تیم هایی که در آن رانندگی کرده است می‌توان به مرسدس-بنز اشاره کرد.